# Willem van Mieris

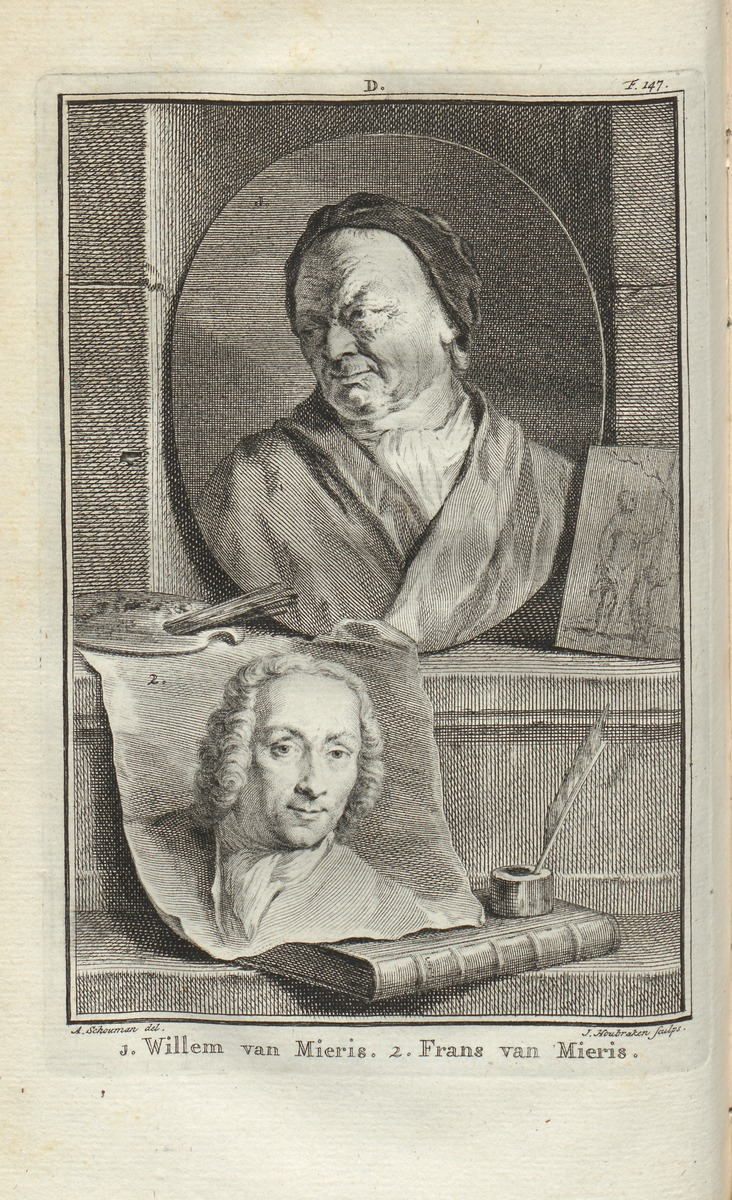
Willem van Mieris (arriba) y su padre Frans, ilustración de Aert Schouman y Jacob Houbraken para Nieuwe Schouburg de Jan van Gool

Willem van Mieris (3 de junio de 1662-26 de enero de 1747) fue un pintor del siglo XVIII del norte de los Países Bajos .

## Biografía
Willem van Mieris fue un pintor, escultor y grabador activo en Leiden. Nació en Leiden y estudió con su padre, Frans van Mieris el Viejo (1635-1682), quien fue un exitoso pintor de género. Willem tuvo una carrera razonablemente exitosa, con el apoyo de algunos patrocinadores que encargaron y recopilaron varias de sus obras. Su obra se compone principalmente de género y retrato, con algo de pintura de paisaje, así como algunas esculturas. El estilo de Van Mieris era el de los fijnschilders (pintores de "buena manera"), y sus obras de género, especialmente más adelante en su carrera, representaban escenas de la sociedad de clase alta.
A los 19 años, Van Mieris se hizo cargo del taller familiar tras la muerte de su padre en 1681, a los 45 años. Apenas había terminado su formación en el taller familiar y tardaría otros dos años en ingresar en el gremio de pintores de Leiden, en 1685. Se propuso mantener la reputación de su padre como fijnschilder de Leiden. Los pintores finos de Leiden producían una pequeña escala de pinturas de género o retratos con gran atención al detalle, que fue popularizada por el maestro de Frans, Gerrit Dou (1613-1675). Las magníficas habilidades de Frans como pintor se contagiaron a su hijo y su influencia se puede apreciar en la técnica, la temática y el estilo. Terminó lo que quedó incompleto a la muerte de su padre. Un año después, en 1684, se casó con su esposa Agneta Chapman, a la que utilizó a menudo como modelo.
Además de la pintura de género y de retratos, Van Mieris también fue un hábil paisajista, grabador y dibujante; además, también probó suerte con la pintura de historia con notables resultados. Actuó como líder y una vez como decano del Leiden Guild of St. Luke en 1693. Un año después, en 1694, fundó una academia de dibujo en Leiden junto con los pintores Jacob Toorenvliet (c. 1636-1719) y Carel de Moor (1655-1738), que él y de Moor dirigieron hasta 1736. En ese momento, Van Mieris dejó de trabajar como artista porque quedó parcialmente ciego y ningún trabajo fechado pasa de la década de 1730.
Van Mieris nació en una familia de pintores holandeses. No sólo su padre, sino también su hermano y su hijo tenían formación artística. Jan van Mieris (1660-1690) estudió con su padre Frans el Viejo, así como con Gerard de Lairesse (1641-1711), para acabar convirtiéndose en pintor de género y retrato. El hijo de Willem, Frans van Mieris el Joven (1689-1763), fue alumno de su padre. Trabajó como pintor de género y escritor, y fue considerado un distinguido anticuario, que publicó obras de mérito sobre numismática e historia. Estos antecedentes familiares en el arte, las buenas relaciones con coleccionistas y mecenas adinerados y el aprendizaje con maestros de éxito del siglo XVII parecen haber facilitado la elección de la profesión en familias como la de los Van Mieris. Willem, Jan y Frans II, todos ellos descendientes directos del famoso pintor del siglo XVII Frans I van Mieris, estaban destinados a ocupar puestos de prestigio en la ciudad, lo que se tradujo en ingresos constantes por los encargos de los ciudadanos acaudalados.

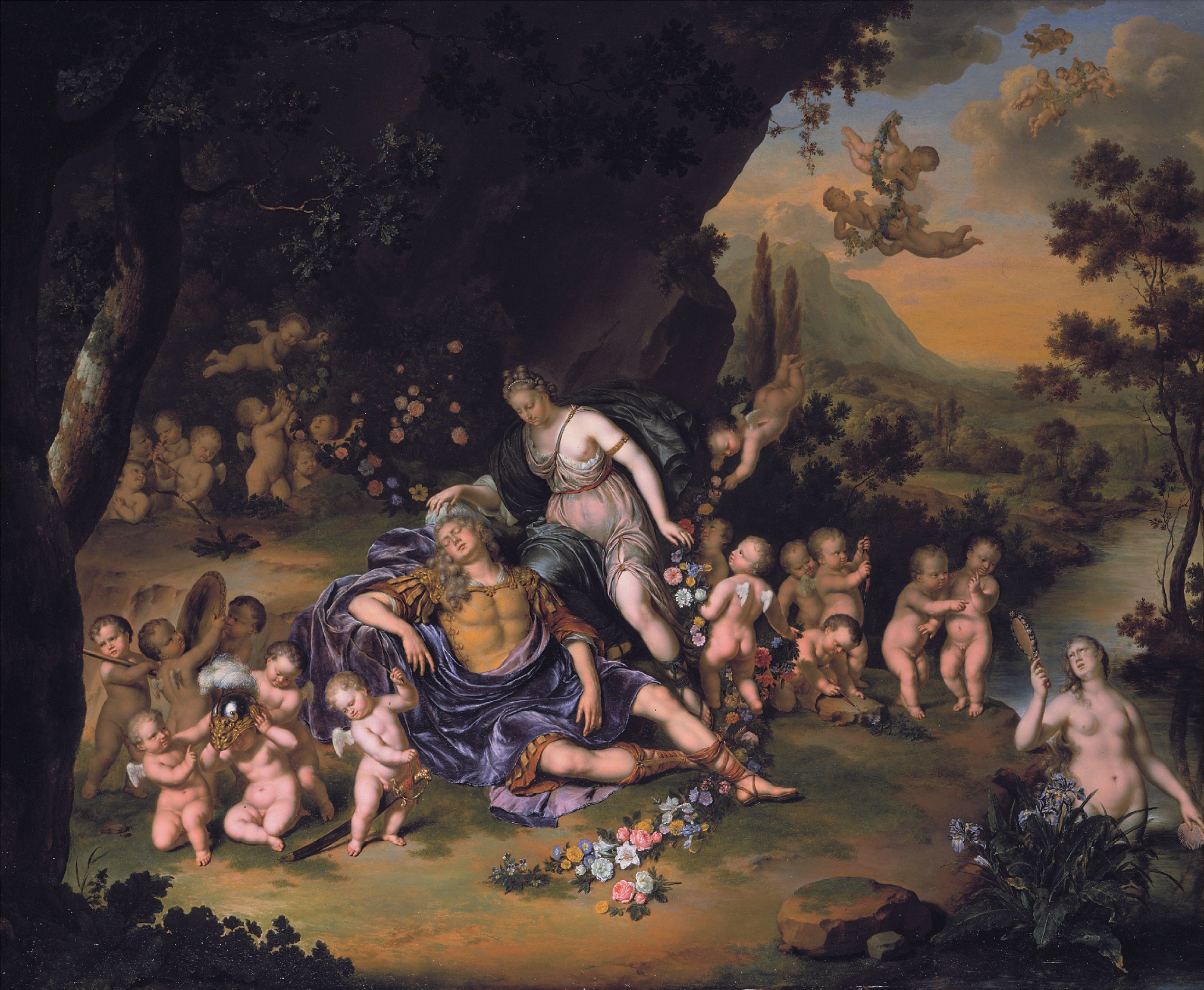
Rinaldo y Armida, 1709. Encargado por Pieter de la Court van der Voort (1664-1739), Leiden Mauritshuis

## Carrera artística

### Estilo e influencias
Los fijnschilders, cuya actividad se concentraba principalmente en Leiden, incluían a muchos de los pintores más populares de la época, como Gerard Dou y el padre de Willem: no hace falta decir que este último tuvo una influencia decisiva en la formación del estilo del joven Willem. De hecho, Frans van Mieris fue uno de los pintores holandeses más famosos de finales del siglo XVII, y su popularidad traspasó una y otra vez la frontera de los Países Bajos: fue muy apreciado tanto por Cosme III de Medici, Gran Duque de Toscana, como por el archiduque Leopoldo del Palatinado, que se convertiría en el emperador Leopoldo I. Sus cuadros son, en su mayoría, elegantes escenas de género, pero nos muestran los principales rasgos de la concepción de la pintura de los fijnschilders: incluso en las escenas que representan temas triviales, los pintores de Leiden se esforzaban por alcanzar la perfección absoluta en la representación de los detalles y el refinamiento de los rasgos para conseguir una elegancia absoluta. Willem van Mieris, iniciado y formado en la pintura por su padre, no podía dejar de estar fuertemente influenciado por las ideas de los fijnschilders, convirtiéndose finalmente en un miembro de la segunda generación de pintores de Leiden.
Sin embargo, Willem van Mieris pronto se separó de Frans en cuanto a la temática. De hecho, aunque seguía centrándose en la pintura de género, sus obras suelen representar escenas tomadas de la vida de la clase alta, e incluso cuando los protagonistas pertenecen a las esferas bajas de la sociedad, tienen un aspecto mucho más elegante y refinado que sus homólogos de la vida real. Esto se debe principalmente a la influencia ejercida sobre Willem van Mieris por Gerard de Lairesse, cuyo Groot Schilderboek, publicado en 1707, marcó la transición del siglo XVII al XVIII en el arte holandés. En su extenso tratado, de Lairesse afirmaba que el objetivo de los pintores de género ya no debía ser la representación de la figura humana tal y como es (que era uno de los ejes de la pintura holandesa del Siglo de Oro), sino como debería ser según los cánones de belleza clásicos. Más concretamente, de Lairesse afirmaba que era necesario ennoblecer la pintura de género, para llevarla al mismo nivel de excelencia y admiración pública que se otorgaba a la pintura de historia. Para lograr este propósito, el teórico del arte de Ámsterdam proponía que los protagonistas humanos de la pintura de género (especialmente las mujeres), independientemente de la clase social a la que pertenecieran, fueran representados según las esculturas de la antigüedad clásica, con su insuperable perfección y proporción. Los puntos de vista de De Lairesse fascinaron a Van Mieris, sobre todo después de que tuviera la oportunidad de experimentar directamente con figuras clasicistas gracias a las esculturas del artista flamenco Francis van Bossuit, que había vivido y trabajado previamente en Italia y se había inspirado en la escultura de la antigüedad clásica para sus obras. Van Mieris dibujó muchas ilustraciones a partir de las esculturas de Bossuit y tomó prestadas algunas de sus poses para sus cuadros.
Otro rasgo distintivo de la obra de van Mieris es la repetición de ciertas figuras y poses en muchos de sus cuadros. Este fenómeno, muy extendido entre los pintores holandeses de historia y de género del siglo XVIII, se debe, una vez más, a las nuevas tendencias clasicistas del arte holandés. De hecho, el escenario social de los Países Bajos cambió drásticamente después de 1672, el llamado "año de las calamidades", y la posterior guerra contra Francia, Inglaterra y varios estados alemanes: tras el conflicto, la mayor parte del poder comercial de Holanda acabó destrozado, lo que redujo drásticamente el número de coleccionistas ricos interesados en comprar nuevas obras de arte. Posteriormente, los pintores empezaron a modificar su estilo para acostumbrarse al gusto predominante de los pocos y poderosos regentes que quedaban en el país, que solían apostar por cuadros formalmente elegantes y proporcionados en lugar de por representaciones veraces de la vida real como las producidas durante el Siglo de Oro. Así, artistas como Willem van Mieris, que se dedicaba tanto a la pintura de historia como a la de género, empezaron a utilizar figuras tomadas de obras mitológicas y bíblicas en escenas de género, tratando de presentarlas bien como gente común o, más frecuentemente, como exponentes de la nobleza, por supuesto con un escenario de fondo apropiado (por ejemplo, una villa palladiana ricamente decorada). Además, la reutilización de los mismos motivos y figuras en varios cuadros permitía a los artistas ahorrar tiempo y energía, lo que les llevaba a producir más obras y a tener más posibilidades de encontrar un coleccionista interesado.
El enfoque artístico de Willem van Mieris en la pintura incluía la repetición de figuras similares y los rasgos de las figuras. Este enfoque proporcionaba al artista beneficios tanto prácticos como estéticos. No sólo le permitía ser muy productivo en el estudio, sino también marcar su propio tipo de figura femenina idealizada a lo largo de su obra. Se han establecido comparaciones entre Willem van Mieris y Gerard ter Borch, otro pintor holandés de género del Siglo de Oro holandés, que utilizó la técnica de la repetición de figuras para lograr su objetivo común de aumentar la productividad y reducir el trabajo. Willem van Mieris también ha sido comparado con artistas como Gerard ter Borch, Gerard Dou y Jan Steen, por su enfoque artístico común de la pintura, que consistía en diseñar primero un grupo de figuras que interactuaban y, posteriormente, diseñar el escenario que ocupaban las figuras. Pintores como Willem van Mieris reutilizaron no sólo sus propias figuras, sino también las presentes en los cuadros de los maestros de las generaciones anteriores. Ello se debía, una vez más, a la necesidad de complacer a los escasos mecenas y coleccionistas, que admiraban enormemente las obras de artistas como Gerard Dou, miembro de la primera generación de fijnschilders. Willem van Mieris se refiere explícitamente a Dou en dos cuadros diferentes cuyo tema está tomado casi directamente del eminente maestro. A este respecto, Van Mieris demostró ser lo suficientemente discreto como para elegir cuidadosamente qué elementos tomar de las obras de otros pintores para no ser acusado de plagio, lo que ya era un problema en la época. De hecho, ya se habían establecido directrices específicas sobre cómo referirse a cuadros de maestros anteriores sin acabar con meras copias de su obra, que obviamente se despreciaban como signos de la incapacidad del pintor para producir una obra propia.
Una de las principales características del estilo artístico de Willem van Mieris es su idealización del desnudo femenino. La idea que Van Mieris tiene de la belleza en las pinturas de género está profundamente arraigada y modelada a partir de sus estudios de la escultura clásica. La referencia del artista a la escultura clásica sigue las instrucciones esbozadas por Gerard de Lairesse para la mejora de la pintura de género en su libro Groot Schilderboek. De Lairesse sugería que los artistas debían remitirse a la escultura clásica para crear una forma de desnudo femenino idealizada y que debían adaptar esta forma a las mujeres corrientes en el contexto de la pintura de género, una sugerencia que evidentemente sigue Willem van Mieris a lo largo de sus pinturas de género.
Una de las principales influencias de Willem van Mieris fue Francis van Bossuit (1635-1692). Van Bossuit estudió escultura italiana en Roma y fue estimado escultor en Ámsterdam desde 1680 hasta su muerte. Willem van Mieris recurrió a las esculturas clásicas de Van Bossuit para desarrollar su propia estética para retratar desnudos femeninos idealizados. Frits Scholten, conservador jefe de escultura en el Rijksmuseum de Ámsterdam, ha sugerido que Willem van Mieris tomó prestadas poses y gestos directamente de las esculturas de Francis van Bossuit y las aplicó a lo largo de su propia obra.  Entre los años 1669 y 1702, Willem van Mieris realizó al menos trece dibujos sobre pergamino siguiendo el modelo de las esculturas de van Bossuit, que se cree que se produjeron como obras de arte en lugar de estudios preparatorios para sus pinturas de historia.

### Modelos
Se considera que Agneta Chapman, la esposa de Willem van Mieris, actuó como la primera modelo del artista. Durante las etapas iniciales de la carrera de van Mieris entre 1680 y 1687, el artista produjo numerosas pinturas y dibujos que representaban a mujeres jóvenes, a menudo representadas como figuras mitológicas, que se inspiraron en su esposa. En la pintura Flora de van Mieris, que actualmente se encuentra en la Biblioteca y Museo Morgan de Nueva York, se sugiere que Agneta sirvió como modelo. En esta pintura, van Mieris disfraza a su esposa de Flora, la antigua diosa romana de las flores, la fertilidad y la primavera. La inclusión de peonías ayuda a significar la belleza y la fertilidad femeninas, lo cual es apropiado dado el contexto de la ejecución de la pintura que se lleva a cabo solo un año antes de la boda de Willem y Agneta. Una cara similar, sugerida para seguir el modelo de Agneta, reaparece en muchas de las primeras obras de van Mieris, incluida Alegoría de la arrogancia de 1684, Viejo seduciendo a una mujer joven de 1683, Artemis sosteniendo una flecha de 1686 y Mujer con una jaula de pájaros . (Lesbia) de 1687. Se han hecho comparaciones entre Willem van Mieris y Rembrandt, quien usó a su esposa Saskia como modelo para su representación de la diosa Flora.

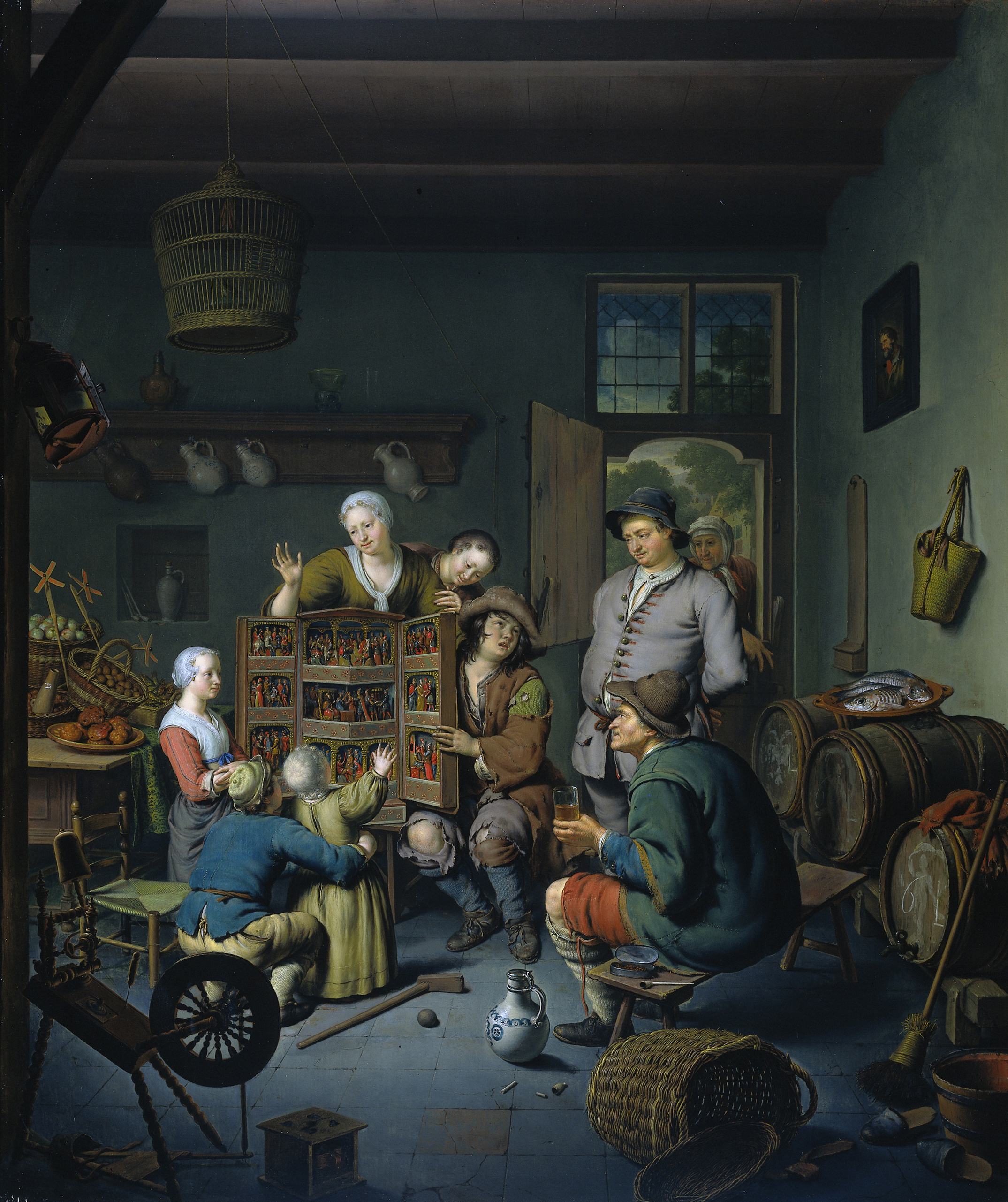
De rarekiek ('t Fraay Curieus), 1718. Museo Rijks

## Mecenas y legado

### Mecenas y coleccionistas
Willem van Mieris fue apoyado principalmente por dos mecenas: Johan Hendrik van Wassenaer Obdam (1683-1745) y la familia De la Court. El conde Van Wassenaer Obdam era un noble y político de La Haya, que además era un gran amante del arte y coleccionista. Fue uno de los clientes más importantes de Van Mieris y mostró gran interés por las pinturas de género holandesas, también llamadas piezas "modernas" en aquella época. Apreciaba los cuadros que representaban las circunstancias familiares y cotidianas. El catálogo de venta de su colección de 1750 (121 piezas), realizado tras su muerte, nos dice que Van Wassenaer poseía obras de Adriaan van Ostade, Gerard Dou, Jan Steen, Frans I van Mieris, Gabriel Metsu y Willem van Mieris. El catálogo menciona no menos de 10 cuadros de Willem van Mieris: siete cuadros de género, uno de los cuales podría ser Un anciano leyendo un periódico, y tres paisajes. Las piezas más destacadas son cuatro cuadros de género que representan una escena de cocina o de tienda. El archivo familiar de Van Wassenaer en Twickel ha proporcionado pruebas de que los dos hombres mantenían una estrecha relación: Van Wassenaer compró directamente a Van Mieris cuadros como Cocina con pescadero, Mujer pesando castañas, Tienda de ultramarinos, Interior con monos y dos paisajes. Sin embargo, no está claro si Van Wassenaer encargó a Van Mieris la realización de estos cuadros, pero la compra periódica de pinturas caras al propio artista sugiere que ambos mantenían un contacto estrecho y regular. Probablemente, Van Mieris seleccionó temas que atraían a Van Wassenaer para establecer una relación aún más estrecha.Sin embargo, el mecenas más importante fue Pieter de la Court van der Voort (1664-1739), hijo de Pieter de la Court (1618-1685) y su segunda esposa, Catharina van der Voort (1622-1674). Los De la Court eran ricos comerciantes de telas, y Pieter de la Court van der Voort era un destacado coleccionista de arte. En su mansión de Leiden dedicó tres salas independientes exclusivamente a la exposición de su enorme colección de cuadros y otras salas contenían más pinturas. Se sabe que encargó a Willem van Mieris pinturas de todo tipo: de género, retratos, paisajes, historia y bodegones. De hecho, estaba tan impresionado por la habilidad de van Mieris, que no sólo le encargó obras originales, sino también copias de cuadros muy conocidos y apreciados. 
Según el inventario manuscrito de Pieter de 1731 y el de su hijo Allard de la Court (1688-1755) de 1749, Pieter encargó a Van Mieris diez copias de obras de pintores famosos del siglo XVII, como su padre Frans I van Mieris, Gerard Dou, Ary de Vois (1632-1635 a 1680) y Philip Wouwerman (1619-1688). Estas obras debían ser accesibles para él, aunque no se sabe dónde se encontraban los originales cuando Van Mieris los copió. Estas copias funcionaban como sustitutos de gran valor de cuadros muy apreciados del siglo XVII que no estaban al alcance de la mayoría de los coleccionistas. Algunas de estas copias eran tan buenas que tanto los vendedores como los propietarios las hacían pasar por los originales. Sin embargo, los coleccionistas deseosos de comprar copias seguían manteniendo una clara distinción de valor entre el original y la copia. Una copia media de Willem van Mieris encargada por Pieter de la Court van der Voort costaba 60 florines, mientras que se le pagaba mucho más por las obras de su propio diseño. En total, Pieter de la Court van der Voort encargó a Van Mieris al menos 28 cuadros, incluyendo copias. La gran colección y el estrecho contacto entre los dos hombres dio a Van Mieris la oportunidad de inspirarse en la obra de otros artistas, como las esculturas de Van Bossuit, en las que se basan muchos de los dibujos de Van Mieris Además de las pinturas, Pieter de la Court van der Voort también encargó cuatro jarrones para el jardín de su mansión de Leiden (véase más abajo). Ambos no sólo estaban asociados por negocios, sino que también eran amigos íntimos y Pieter de la Court van der Voort estaba orgulloso de ello. Rechazó cualquier oferta sobre la obra de su amigo y protegió cuidadosamente las propias obras y su singularidad. Tras su muerte, dejó su colección a su hijo Allard de la Court, que la amplió con más obras, la mayoría de ellas por encargo.
No se ha establecido ninguna relación entre los dos mecenas, salvo un documento de archivo del siglo XVIII, que atestigua la intención de Van Wassenaer de comprar el cuadro de Gerrit Dou La tienda de comestibles. Allard de la Court, que heredó la mayor parte de la colección de su padre, describe los esfuerzos de Van Wassenaer por adquirir el cuadro a un precio elevado. Esto demuestra el aprecio de Van Wassenaer por La tienda de comestibles de Dou, y es posible que Van Mieris realizara su propia versión calcada de la de Dou para complacer a su mecenas.
Otra colección que vale la pena mencionar es la de Sir Matthew Decker (1669-1749). Este holandés emigró a Londres en 1702, donde hizo fortuna como banquero y director de la Compañía de las Indias Orientales . Era un hábil comprador de arte y compró pinturas en los Países Bajos para enviarlas a Inglaterra. Al final de su vida, acumuló una buena colección, que incluía pinturas de Dou y Willem van Mieris.[cita requerida]

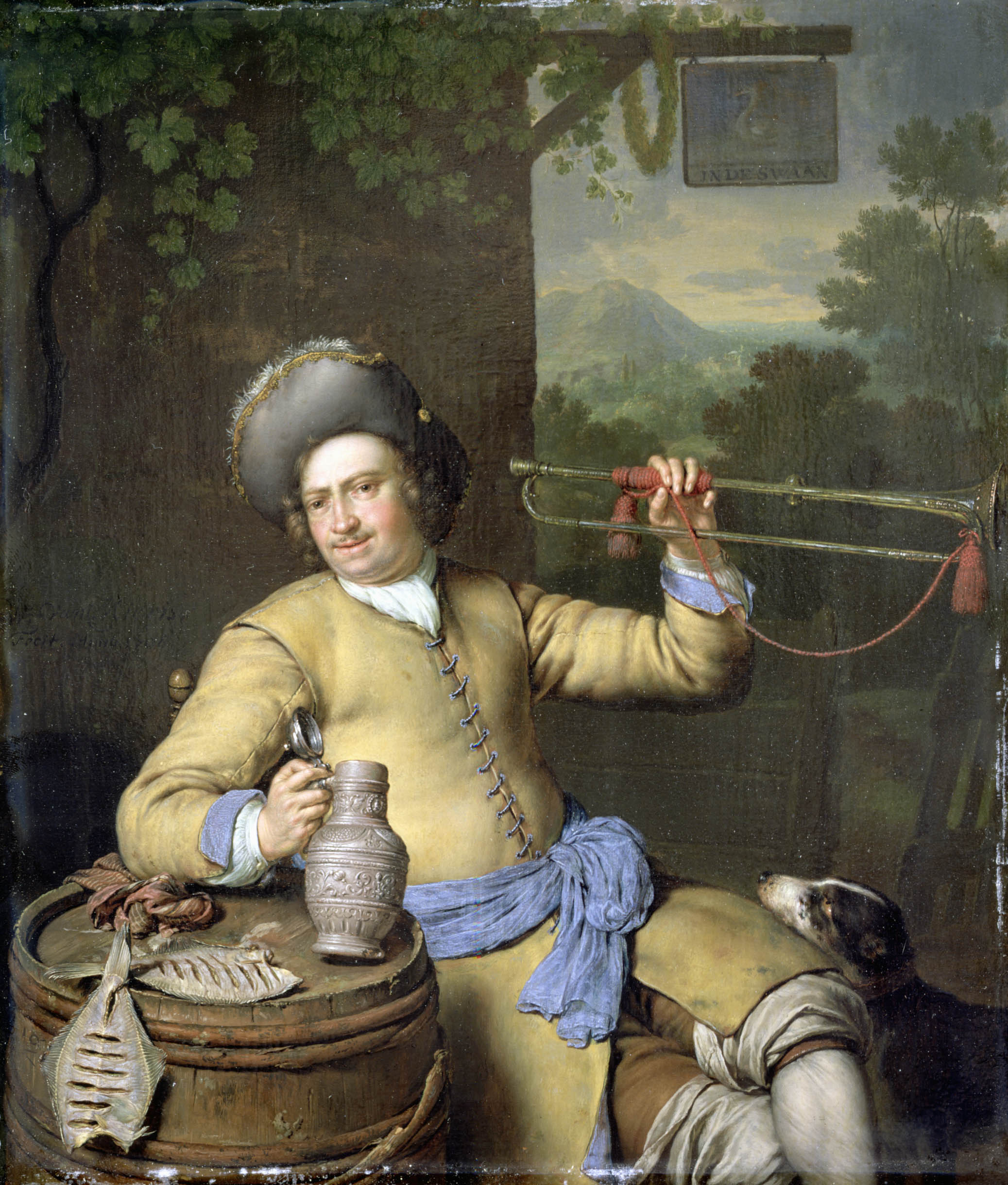
El trompetista, 1708. Museo de Lakenhal

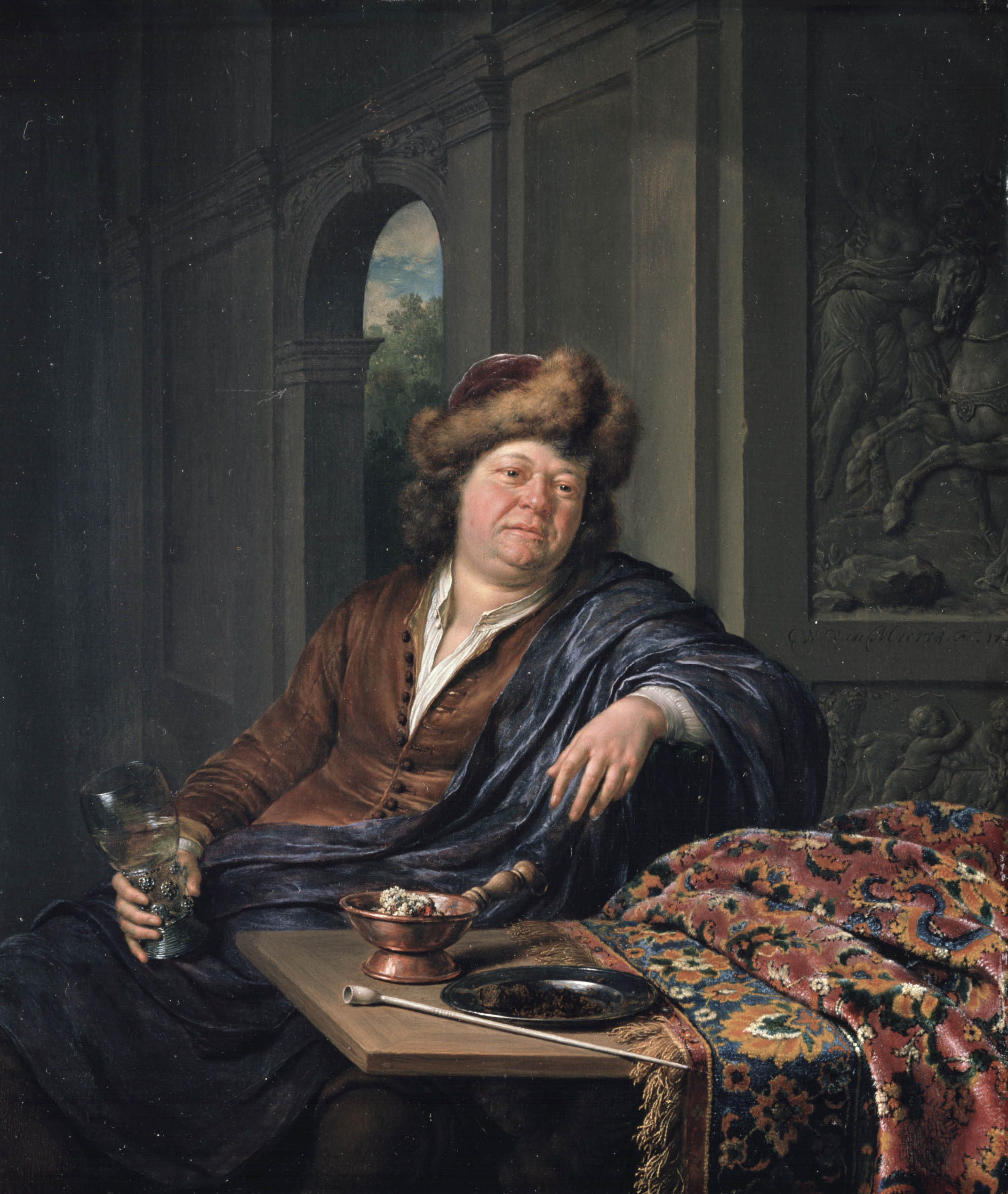
El bebedor, 1706

### Alumnos
Hieronymous van der Mij, nacido en 1687 en Leiden, fue uno de los alumnos de Willem van Mieris. Van der Mij pintó principalmente retratos, tomando prestado el estilo de van Mieris. Sus retratos fueron muy apreciados por lo mucho que se parecían a los modelos, que generalmente eran personas de alto estatus, incluidos profesores o regentes de la armería.[cita requerida]
Willem van Mieris también se ocupó de formar a su hijo Frans en el arte de la pintura: cuando el viejo artista se vio obligado a retirarse del trabajo activo debido a su progresiva ceguera, cedió su estudio a su hijo, y ambos trabajaron constantemente juntos. Sin embargo, Frans van Mieris el Joven no tuvo ni de lejos el mismo éxito que su padre y su abuelo: sólo conocemos unas pocas obras suyas, y nunca consiguió hacerse popular entre los coleccionistas. Algunos de sus cuadros fueron incluso rechazados por el comisionado, como ocurrió con el príncipe alemán de Mecklemburgo-Schwerin, que decidió no aceptar la obra de Frans Diana bañándose (ejecutada en estrecha colaboración con Willem) debido a su escasa calidad.[cita requerida] Tras estos resultados insatisfactorios, Frans van Mieris el Joven dejó pronto la pintura para dedicarse a las colecciones de anticuarios: era un experto muy apreciado en numismática, campo sobre el que escribió varios tratados de renombre.

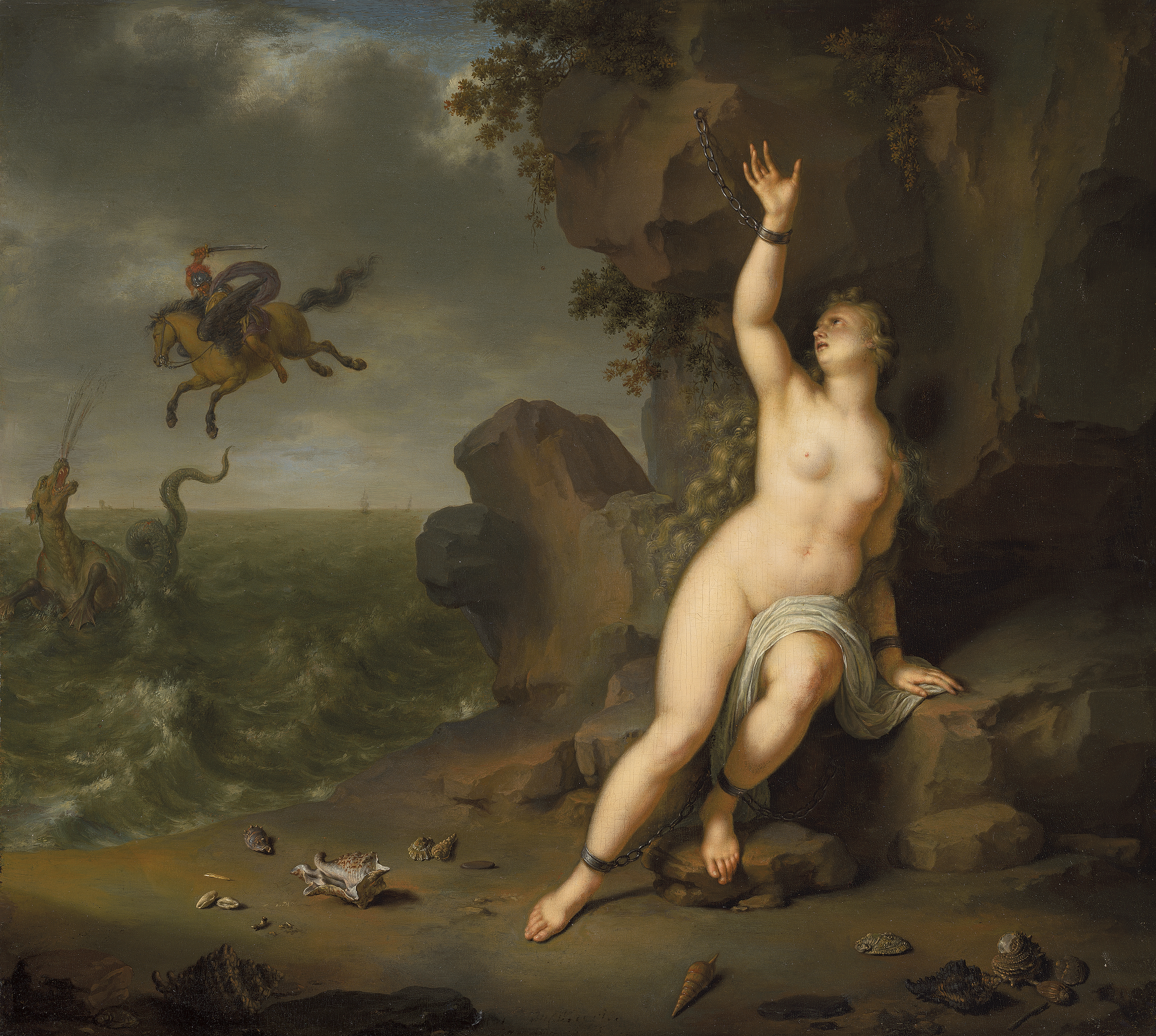
Perseo y Andrómeda

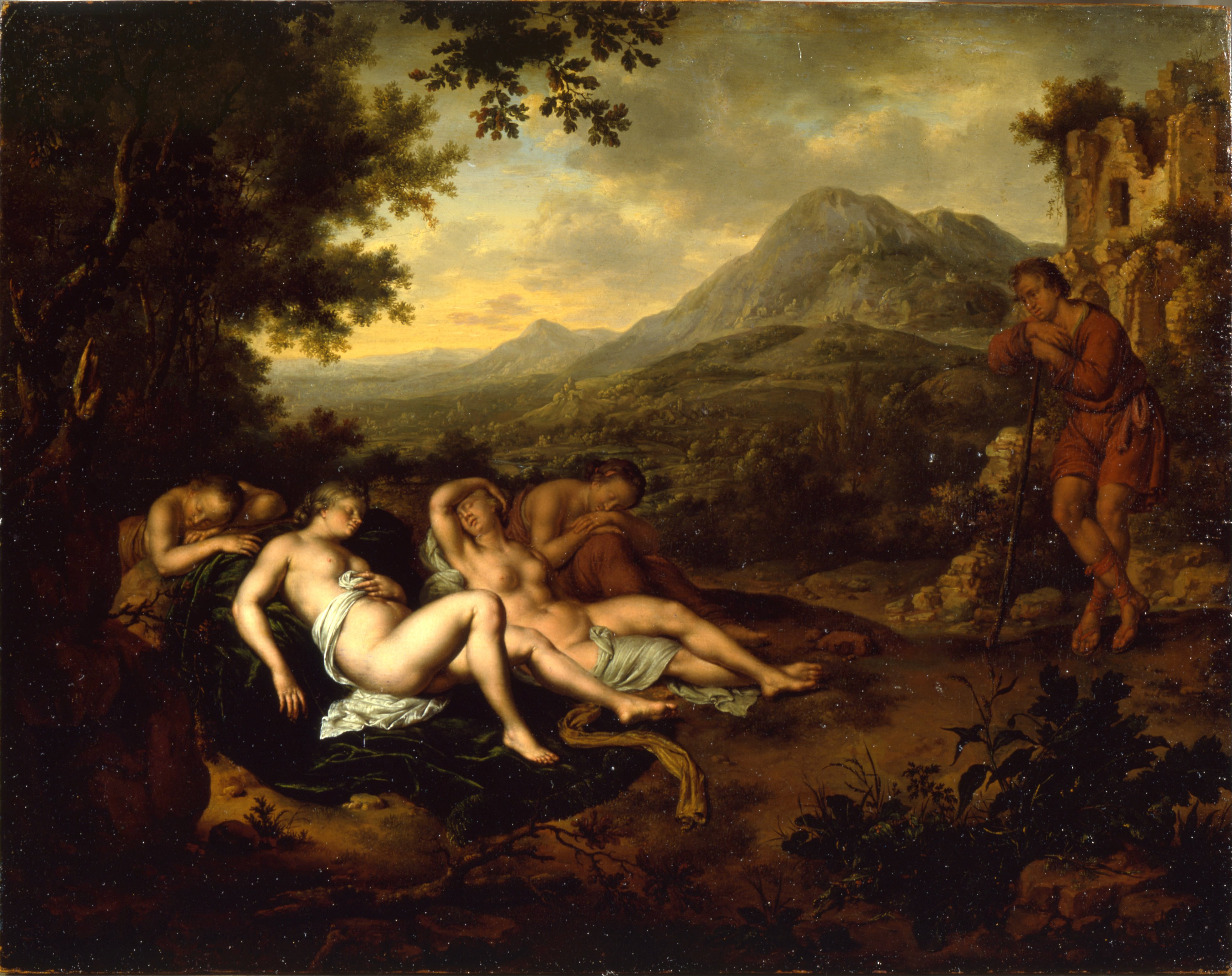
Cimón e Ifigenia

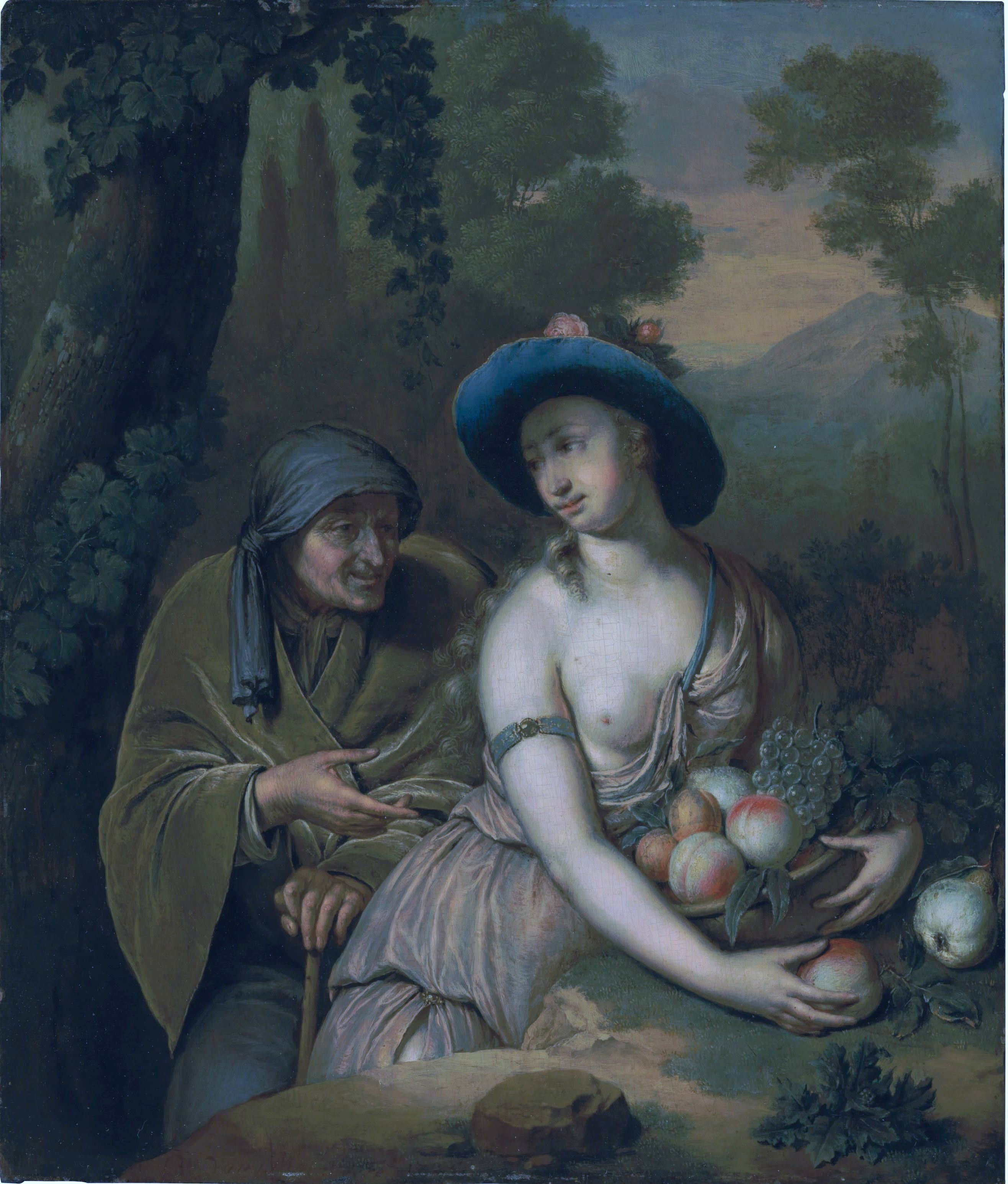
Vertumnus y Pomona, 1725.

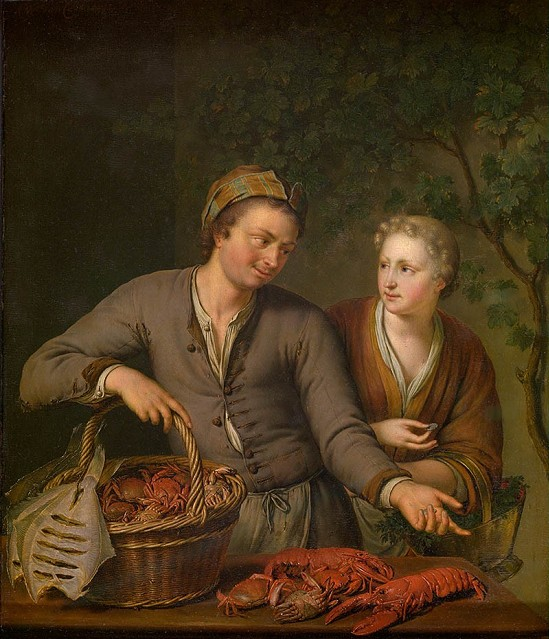
El vendedor de pescado, Koninklijk Museum voor Schone Kunsten Antwerpen

[cita requerida]

## Obras
- Dama con loro (1685)
- El pájaro escapado (1687)
- Un hombre sentado (1688)
- Cimón e Ifigenia (1698)
- Reunión familiar (siglo XVII)
- Diana y sus ninfas (1702)
- Un caballero que ofrece a una dama un racimo de uvas (1707)
- Un vendedor de aves de corral (1707)
- El boticario (1710)
- Hombre con pipa (1710)
- El laúd (1711)
- Expulsión de Agar (1724)
- La Hilandera (primera mitad del siglo XVIII)
- Interior con una madre atendiendo a sus hijos (1728)
- Un anciano leyendo (1729)
- Green Grocer (1731), óleo sobre madera, 40 x 34 cm, Colección Wallace, Londres
- Ecce Homo (siglo XVIII)
- Suzanna and the Elders según  Francis van Bossuit, Instituto de Artes de Detroit, exhibido allí a partir de 1909

Selección de cuadros de Willem van Mieris
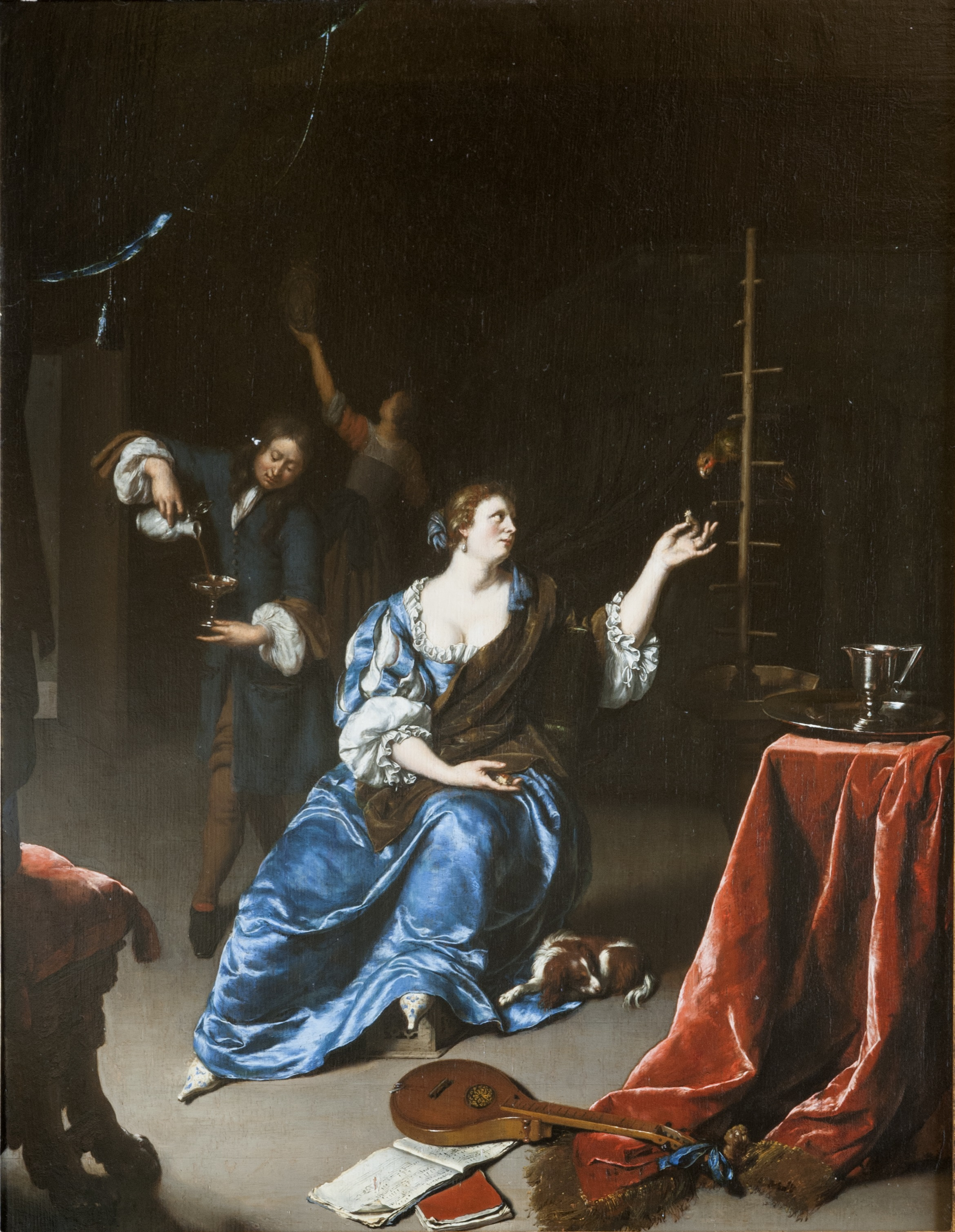
Dama con loro (1685)
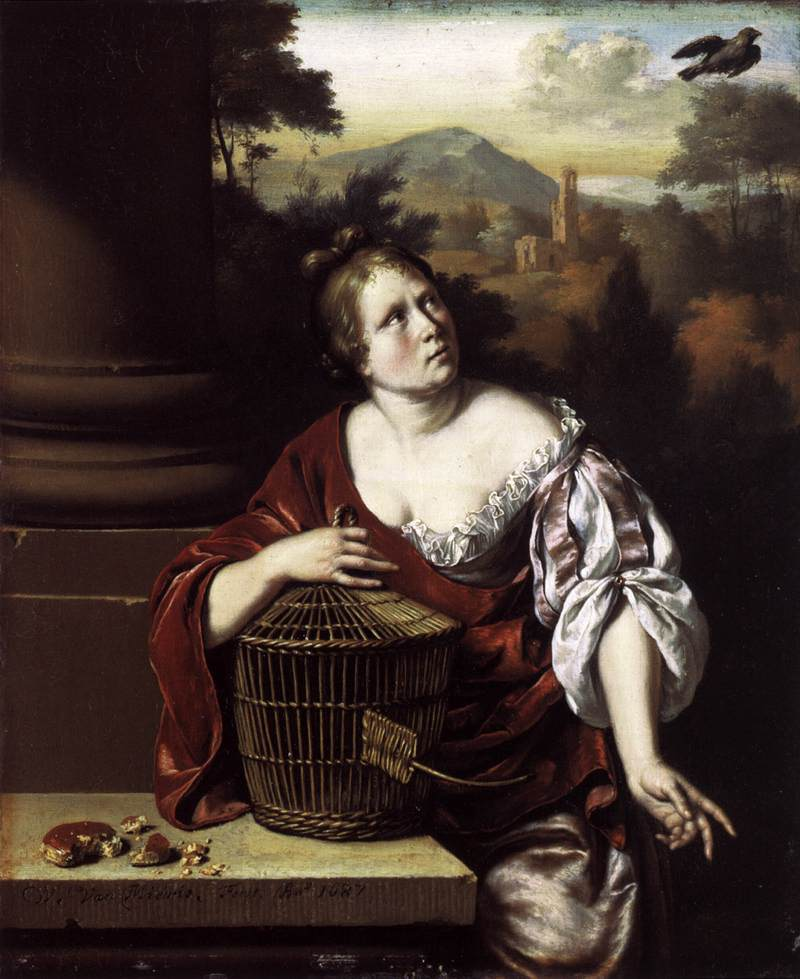
El pájaro escapado, 1687
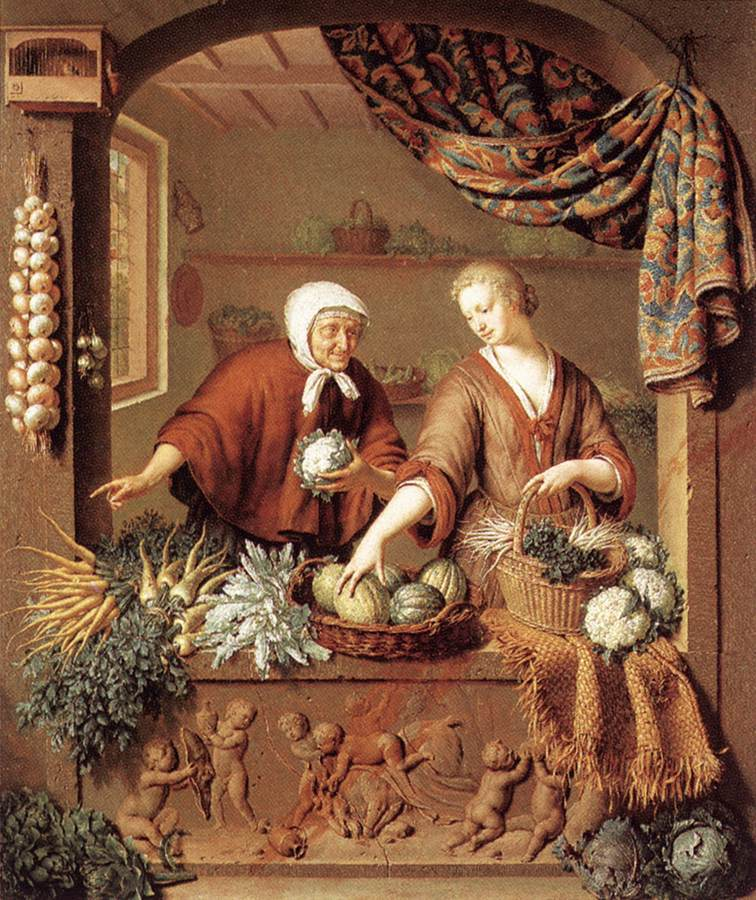
El verdulero de Willem van Mieris (1731) Óleo sobre madera, 40 x 34 cm. Colección Wallace, Londres

## Obras posteriores al pintor
- Retrato de Willem van Mieris, pintado por Taco Hajo Jeigersma